# Takeyuki Nakayama
Takeyuki Nakayama (Japans: 中山 竹通, Nakayama Takeyuki) (Ikeda, 20 december 1959) is een Japanse voormalige langeafstandsloper, die gespecialiseerd was op de marathon. Hij nam tweemaal deel aan de Olympische Spelen, maar won hierbij geen medailles.

## Loopbaan
Nakayama schreef enkele grote internationale marathons op zijn naam, zoals Fukuoka (1984, 1987), Seoel (1985) en Tokio (1990). Met zijn overwinning in Fukuoka 1987 won hij tevens het Japans kampioenschap op de marathon. Zijn finishtijd van 2:08.18 gold als beste jaarprestatie.
In 2007 werkte Nakayama als trainer van het Aichi Seiko Track Team.

## Titels
- Japans kampioen marathon - 1987

## Persoonlijke records
| Onderdeel | Prestatie | Datum         | Plaats    |
| --------- | --------- | ------------- | --------- |
| 10.000 m  | 27.35,33  | 2 juli 1987   | Helsinki  |
| marathon  | 2:08.15   | 14 april 1985 | Hiroshima |

## Palmares

### 10 km
- 1989:  10 km van Otawara - 28.55

### 30 km
- 1984:  30 km van Shinman - 1:33.09

### marathon
- 1983: 14e marathon van Fukuoka - 2:14.15
- 1984:  marathon van Fukuoka - 2:10.00
- 1985:  Wereldbeker in Hiroshima - 2:08.15
- 1985:  marathon van Seoel - 2:10.09
- 1986:  Aziatische Spelen in Seoel - 2:08.21
- 1986: 4e marathon van Tokio - 2:08.43
- 1987:  marathon van Fukuoka - 2:08.18 (tevens Japans kampioenschap)
- 1987:  marathon van Tokio - 2:10.33
- 1988: 4e OS - 2:11.05
- 1990:  marathon van Tokio - 2:10.57
- 1991:  marathon van Oita - 2:09.12
- 1991: DNF WK
- 1992:  marathon van Tokio - 2:10.25
- 1992: 4e OS - 2:14.02
- 1994: 8e marathon van Parijs - 2:13.11
- 1996:  marathon van Izumisano - 2:17.28
- 2000:  marathon van Luxor - 2:23.18

## Onderscheidingen
- Japans atleet van het jaar - 1987

- CiNii: DA12707348
- World Athletics: 14352126
- Bibliotheek van het Japanse parlement: 00625330
- Virtual International Authority File: 253277589